# Marques Bragg
Marques Jamal Bragg (East Orange, 24 marzo 1970) è un ex cestista statunitense, professionista nella NBA e in Europa.

## Caratteristiche tecniche
Giocatore di solidità (nonostante l'altezza non eccelsa per il ruolo di pivot), era un ottimo rimbalzista, grazie alla massiccia struttura fisica e all'intelligenza di gioco. Sapeva inoltre essere pericoloso offensivamente.

## Carriera

Bragg nel 2002-03 a Messina

Marques inizia la sua carriera liceale presso la Clifford J. Scott High School, passando poi all'università di Providence dove trascorre 4 anni (1988-1992). Qui registra (in co-abitazione con Dikembe Mutombo) la miglior percentuale dal campo nella conference.
Alla sua prima uscita da Pro, debutta nel campionato USBL con la casacca dei Philadelphia Spirit.
Nel 1993-94 il debutto europeo in Francia tra le file dei Gravelines, per poi tornare oltreoceano l'anno successivo: con i Grand Rapids nel campionato CBA, una stagione da 20 punti e 10 rimbalzi gli vale l'elezione di "rivelazione dell'anno" e la presenza nel quintetto ideale della Lega.
Dopo una pre-season con gli Utah Jazz e un'esperienza ai New Jersey Turnpike (lega USBL), Bragg inizia l'esperienza nella NBA: gioca infatti 53 partite con i Minnesota Timberwolves, ad un minutaggio medio di 7 minuti circa.
Dopo una tappa nelle Filippine ai Sunkist Orange Bottlers, disputa la preseason 1996 tra le file dei Cleveland Cavaliers, venendo però tagliato prima dell'inizio della stagione NBA.
Nel 1996-97 fa il suo ritorno in Europa, firmando un contratto con gli spagnoli del Valencia. Dopo una tappa in Turchia al Darüşşafaka, Marques approda ancora in Spagna, dove però si infortuna al ginocchio vestendo la maglia del CB Huelva. Rimessosi in pieno, continua la sua carriera da giramondo accettando l'offerta brasiliana dell'Uberlândia.
Il debutto in Italia avviene nel campionato 1999-2000, dove sfiora la promozione in Serie A1 con la Cestistica Barcellona. Bragg arriva comunque nella massima serie, risultando determinante alla salvezza dell'Andrea Costa Imola con 16,4 punti e 10,4 rimbalzi a gara. Nella restante parte di stagione gioca i play-off spagnoli con l'Ourense.
L'anno successivo viene ingaggiato dai Crabs Rimini, dove disputando il campionato di Legadue continua a fornire un sostanzioso contributo (17,4 punti con 9,6 rimbalzi).
Nel 2002-03 torna in Sicilia per la sua quarta stagione italiana, ancora in Legadue: con 18,3 punti e quasi 10 rimbalzi di media contribuisce alla promozione in Serie A della Pallacanestro Messina, traguardo ottenuto in seguito a ripescaggio.
Dopo la parentesi francese allo Strasburgo, nel 2004 suscita l'attenzione della Carife Ferrara ma non viene tesserato.

## Palmarès
- CBA Newcomer of the Year (1995)
- All-CBA First Team (1995)